# Joseph Graham Campbell
Pour les articles homonymes, voir Campbell.
Cet article possède un paronyme, voir Joseph Campbell.
Joseph Graham Campbell est un joueur d'échecs et un compositeur de problèmes d'échecs britannique né en mai 1830 à Belfast en Irlande et mort le 2 janvier 1891 à Londres.

## Biographie et carrière
En tant que joueur d'échecs, Campbell disputa des matchs contre :
- Ernst Falkbeer à Londres en 1857 (1,5 - 1,5) ;
- Thomas Barnes à Londres en 1857-1858 (7 à 6 avec deux parties nulles)[2] ;
- Charles Kenny à Londres en 1857-1858 (7-4) et en 1858 (11,5-7,5) ;
- Robert Wormald à Londres en 1858-1859 (11,5 - 9,5) ;
- Adolf Anderssen à Londres en 1861, deux parties amicales disputées dans la maison de Johann Löwenthal (1,5 - 0,5).

Il finit deuxième d'un tournoi disputé à Londres en 1858.
Comme compositeur de problèmes d'échecs, Campbell a composé une cinquantaine de problèmes en trois coups ou plus.